# Caenis bajaensis
Caenis bajaensis är en dagsländeart som beskrevs av Allen och Murvosh 1983. Caenis bajaensis ingår i släktet Caenis och familjen slamdagsländor. Inga underarter finns listade i Catalogue of Life.